# Selección de fútbol sub-17 de Túnez
La Selección de fútbol sub-17 de Túnez, conocida también como la Selección infantil de fútbol de Túnez, es el equipo que representa al país en la Copa Mundial de Fútbol Sub-17 y en el Campeonato Africano Sub-17, y es controlado por la Federación Tunecina de Fútbol.

## Palmarés
- Campeonato Africano Sub-17:
  -  Tercero (1): 2013

- Campeonato Sub-17 de la UNAF: 4

 Campeón (4): 2008, 2009, 2012, 2017
 Subcampeón (6): 2006, 2007, 2010, 2015, 2016, 2021
 Tercero (5): 2012, 2014, 2018, 2018, 2022
- Campeonato Sub-17 de la Championnat arabe: 1

 Campeón (1): 2012

## Estadísticas

### Mundial FIFA U-16 y U-17
| Récord         | Récord           | Récord         | Récord         | Récord         | Récord         | Récord         | Récord         | Récord         |
| Apariciones: 3 | Apariciones: 3   | Apariciones: 3 | Apariciones: 3 | Apariciones: 3 | Apariciones: 3 | Apariciones: 3 | Apariciones: 3 | Apariciones: 3 |
| Año            | Ronda            | J              | G              | E              | P              | GF             | GC             |                |
| -------------- | ---------------- | -------------- | -------------- | -------------- | -------------- | -------------- | -------------- | -------------- |
| 1985           | No clasificó     | No clasificó   | No clasificó   | No clasificó   | No clasificó   | No clasificó   | No clasificó   |                |
| 1987           | No clasificó     | No clasificó   | No clasificó   | No clasificó   | No clasificó   | No clasificó   | No clasificó   |                |
| 1989           | No clasificó     | No clasificó   | No clasificó   | No clasificó   | No clasificó   | No clasificó   | No clasificó   |                |
| 1991           | No clasificó     | No clasificó   | No clasificó   | No clasificó   | No clasificó   | No clasificó   | No clasificó   |                |
| 1993           | Primera ronda    | 3              | 1              | 0              | 2              | 2              | 5              |                |
| 1995           | No clasificó     | No clasificó   | No clasificó   | No clasificó   | No clasificó   | No clasificó   | No clasificó   |                |
| 1997           | No clasificó     | No clasificó   | No clasificó   | No clasificó   | No clasificó   | No clasificó   | No clasificó   |                |
| 1999           | No clasificó     | No clasificó   | No clasificó   | No clasificó   | No clasificó   | No clasificó   | No clasificó   |                |
| 2001           | No clasificó     | No clasificó   | No clasificó   | No clasificó   | No clasificó   | No clasificó   | No clasificó   |                |
| 2003           | No clasificó     | No clasificó   | No clasificó   | No clasificó   | No clasificó   | No clasificó   | No clasificó   |                |
| 2005           | No clasificó     | No clasificó   | No clasificó   | No clasificó   | No clasificó   | No clasificó   | No clasificó   |                |
| 2007           | Octavos de final | 4              | 3              | 0              | 1              | 9              | 6              |                |
| 2009           | No clasificó     | No clasificó   | No clasificó   | No clasificó   | No clasificó   | No clasificó   | No clasificó   |                |
| 2011           | No clasificó     | No clasificó   | No clasificó   | No clasificó   | No clasificó   | No clasificó   | No clasificó   |                |
| 2013           | Octavos de final | 4              | 2              | 0              | 2              | 5              | 6              |                |
| 2015           | No clasificó     | No clasificó   | No clasificó   | No clasificó   | No clasificó   | No clasificó   | No clasificó   |                |
| 2017           | No clasificó     | No clasificó   | No clasificó   | No clasificó   | No clasificó   | No clasificó   | No clasificó   |                |
| 2019           | No clasificó     | No clasificó   | No clasificó   | No clasificó   | No clasificó   | No clasificó   | No clasificó   |                |
| 2023           | No clasificó     | No clasificó   | No clasificó   | No clasificó   | No clasificó   | No clasificó   | No clasificó   |                |
| Total          | 3/19             | 11             | 6              | 0              | 5              | 16             | 17             |                |

### Torneo CAF U-17
| Récord         | Récord         | Récord         | Récord         | Récord         | Récord         | Récord         | Récord         | Récord         |
| Apariciones: 3 | Apariciones: 3 | Apariciones: 3 | Apariciones: 3 | Apariciones: 3 | Apariciones: 3 | Apariciones: 3 | Apariciones: 3 | Apariciones: 3 |
| Año            | Ronda          | J              | G              | E              | P              | GF             | GC             |                |
| -------------- | -------------- | -------------- | -------------- | -------------- | -------------- | -------------- | -------------- | -------------- |
| 1995           | Primera ronda  | 3              | 1              | 0              | 2              | 2              | 10             |                |
| 1997           | No clasificó   | No clasificó   | No clasificó   | No clasificó   | No clasificó   | No clasificó   | No clasificó   |                |
| 1999           | No clasificó   | No clasificó   | No clasificó   | No clasificó   | No clasificó   | No clasificó   | No clasificó   |                |
| 2001           | No clasificó   | No clasificó   | No clasificó   | No clasificó   | No clasificó   | No clasificó   | No clasificó   |                |
| 2003           | No clasificó   | No clasificó   | No clasificó   | No clasificó   | No clasificó   | No clasificó   | No clasificó   |                |
| 2005           | No clasificó   | No clasificó   | No clasificó   | No clasificó   | No clasificó   | No clasificó   | No clasificó   |                |
| 2007           | Cuarto lugar   | 5              | 1              | 2              | 2              | 5              | 5              |                |
| 2009           | No clasificó   | No clasificó   | No clasificó   | No clasificó   | No clasificó   | No clasificó   | No clasificó   |                |
| 2011           | No clasificó   | No clasificó   | No clasificó   | No clasificó   | No clasificó   | No clasificó   | No clasificó   |                |
| 2013           | Tercer Lugar   | 5              | 2              | 2              | 1              | 11             | 9              |                |
| 2015           | No clasificó   | No clasificó   | No clasificó   | No clasificó   | No clasificó   | No clasificó   | No clasificó   |                |
| 2017           | No clasificó   | No clasificó   | No clasificó   | No clasificó   | No clasificó   | No clasificó   | No clasificó   |                |
| 2019           | No clasificó   | No clasificó   | No clasificó   | No clasificó   | No clasificó   | No clasificó   | No clasificó   |                |
| 2023           | No clasificó   | No clasificó   | No clasificó   | No clasificó   | No clasificó   | No clasificó   | No clasificó   |                |
| Total          | 3/14           | 13             | 4              | 3              | 5              | 18             | 24             |                |